# Franco Enriquez
Franco Enriquez, all'anagrafe Gianfranco Enriques (Firenze, 20 novembre 1927 – Ancona, 30 agosto 1980), è stato un regista teatrale e regista televisivo italiano.

## Biografia
Figlio di Vittorio Gui (direttore d'orchestra) e di Elda Salaroli (concertista), fu riconosciuto dal marito di lei, Eugenio Enriques. 
Seguì studi classici e sin da giovane si appassionò al teatro. Dopo le prime esperienze a Firenze con il Centro Universitario Teatrale, dove conosce Giorgio Albertazzi e Bianca Toccafondi, iniziò l'attività artistica come aiuto regista di Luchino Visconti e Giorgio Strehler.
Nel 1951 esordì come primo regista mettendo in scena Cesare e Cleopatra di George Bernard Shaw con la compagnia Ricci-Magni.

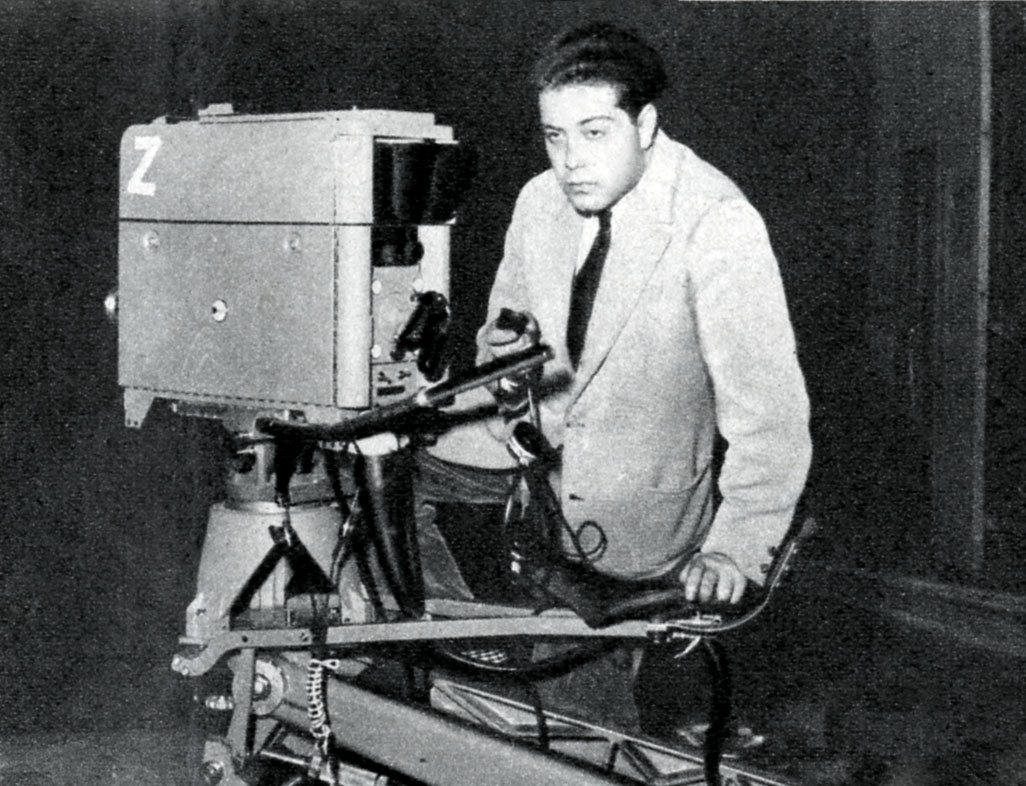
Franco Enriquez negli studi televisivi della RAI (1955)

Il 3 gennaio 1954, giornata d'esordio ufficiale della televisione italiana, firmò la regia della prima opera teatrale trasmessa sul piccolo schermo: L'osteria della posta di Carlo Goldoni.
Nel 1958 si sposò con Carla Nani Mocenigo, di nobili origini veneziane.
Nel 1961 fondò assieme alla compagna Valeria Moriconi, Glauco Mauri e Mario Scaccia la "Compagnia dei quattro", che darà spettacoli di notevole livello per circa un quadriennio. Il gruppo era composto anche da Emanuele Luzzati ed aveva come musicista il compositore Mario Perrucci. Successivamente divenne direttore artistico del Teatro Stabile di Torino e quindi del Teatro Stabile di Roma.
Nel corso della carriera mise in scena con grande successo decine di opere teatrali nonché opere liriche (per il Teatro alla Scala e per la Rai. Fra i tanti lavori di prosa,  vanno ricordati Il gabbiano di Anton Čechov, La locandiera di Carlo Goldoni, I fisici di Friedrich Dürrenmatt, la Barraca, omaggio a Federico García Lorca.
Fu attivo anche in campo televisivo. Tra le sue altre collaborazioni figurano diversi allestimenti operistici negli anni cinquanta (in particolare Otello di Verdi con Mario Del Monaco nel 1958) e nel 1965, insieme a Oreste Del Buono, la sceneggiatura e la regia dello sceneggiato Resurrezione.
Morì nel 1980 all'età di 52 anni.
Il maestro è sepolto, per suo volere, nel cimitero di Sirolo, vicino ad Ancona. .

## Controversie
Il regista venne arrestato il 7 maggio 1977 per reati fiscali, non avendo presentato la dichiarazione dei redditi nel 1968, scontando la condanna a un mese di reclusione nel carcere romano di Rebibbia.

## Teatro

### Regista
- Cesare e Cleopatra, di George Bernard Shaw, Roma, Teatro Eliseo, 11 ottobre 1951.
- Le veglie inutili, di Giancarlo Sbragia, Milano, Piccolo Teatro, 25 maggio 1953.
- Appuntamento nel Michigan, di Franco Cannarozzo, Milano, Piccolo Teatro, 25 maggio 1953.
- Le nozze di Giovanna Phile, di Bruno Magnoni, Milano, Piccolo Teatro, 25 maggio 1953.
- Saul, di Vittorio Alfieri, Asti, Teatro Alfieri, 12 giugno 1954.
- Beatrice Cenci, di Alberto Moravia, San Paolo del Brasile, Theatro Santana, 2 agosto 1955.
- Re Lear, di William Shakespeare, Milano, Teatro Odeon, 4 novembre 1955.
- La ragazza di campagna, di Clifford Odets, Milano, Teatro Odeon, 28 novembre 1955.
- Resurrezione, di Lev Nikolaevič Tolstoj, Milano, Teatro Olimpia, 15 dicembre 1955.
- Il seduttore, di Diego Fabbri, Milano, Teatro Olimpia, 30 dicembre 1955.
- Re Lear, di William Shakespeare, con Renzo Ricci, Trieste, stagione 1955/56.
- La sensale di matrimonio, di Thornton Wilder, Milano, Teatro Odeon, 14 febbraio 1956.
- La bisbetica domata, di William Shakespeare, Verona, Castelvecchio, 21 agosto 1956.
- Assassinio nella cattedrale, di Thomas Stearns Eliot, Trieste, Teatro Nuovo, 17 gennaio 1957.
- I giorni della vita, di William Saroyan, Trieste, Teatro Nuovo, 27 marzo 1957.
- La tempesta, di William Shakespeare, Verona, Giardino di Villa Giusti, 4 luglio 1957.
- L'arciduca (la tragedia di Meyerling), di Giuseppe Antonio Borgese, Trieste, Teatro Nuovo, 28 ottobre 1957.
- Molto rumore per nulla, di William Shakespeare, Trieste, Teatro Nuovo, 22 novembre 1957.
- La devozione della croce, di Calderón de la Barca, Milano, Teatro Sant'Erasmo, 10 gennaio 1958.
- Il vento notturno, di Ugo Betti, Trieste, Teatro Nuovo, 17 marzo 1958.
- La leggenda di Ognuno, di Hugo von Hofmannsthal, Trieste, Teatro Nuovo, 3 aprile 1958.
- La rosa di zolfo, di Antonio Aniante, Venezia, Teatro dell'Esposizione, 8 luglio 1958.
- Socrate immaginario di Ferdinando Galiani, Como, Villa Olmo, 5 settembre 1958.
- Molto rumore per nulla, di William Shakespeare, Trieste, Teatro Nuovo, 23 settembre 1958.
- Come il verde dei nostri abeti, di Renato Lelli, Milano, Teatro Sant'Erasmo, 30 settembre 1958.
- Questa sera si recita a soggetto, di Luigi Pirandello, Trieste, Teatro Nuovo, 20 ottobre 1958.
- La rosa di zolfo, di Antonio Aniante, Trieste, Teatro Nuovo, 8 novembre 1958.
- La bisbetica domata, di William Shakespeare, Trieste, Teatro Nuovo, 19 dicembre 1958.
- La ragazza di campagna, di Clifford Odets, Trieste, Teatro Nuovo, 23 gennaio 1959.
- La barraca, da Federico García Lorca, Teatro Romano di Fiesole, 18 agosto 1959.
- Pene d'amor perdute, di William Shakespeare, Napoli, Teatro Mercadante, 4 dicembre 1959.
- Ma in provincia siamo seri, di Carlo Terron, Napoli, Teatro Mercadante, 23 dicembre 1959.
- Il nuovo inquilino, di Eugène Ionesco, Napoli, 1960
- La lezione, di Eugène Ionesco, Napoli, 1960
- Romeo e Giulietta, di William Shakespeare, Verona, Corte di Castelvecchio, 5 luglio 1960.
- Pene d'amor perdute, di William Shakespeare, Verona, Teatro Romano, 14 luglio 1960.
- Antonio e Cleopatra, di William Shakespeare, Pompei, Teatro Grande, 11 agosto 1960.
- La fantesca, di Giovanni Battista Della Porta, Napoli, Teatro Mercadante, 11 novembre 1960.
- Il rinoceronte, di Eugène Ionesco, Napoli, Teatro Mercadante, 2 dicembre 1960.
- Processo Karamazov, di Diego Fabbri, da Fëdor Dostoevskij, Napoli, Teatro Mercadante, 23 dicembre 1960.
- Il rinoceronte, di Eugène Ionesco, con la Compagnia dei Quattro, Modena, Teatro Comunale, 28 marzo 1961.
- Pene d'amor perdute, di William Shakespeare, Verona, Teatro Romano, 16 luglio 1961.
- La guerra dei figli della luce, di Moshe Shamir, Pisa, ruderi del Teatro Politeama, 23 agosto 1961.
- L'ultimo nastro di Krapp, di Samuel Beckett, con Glauco Mauri, Milano, Teatro Manzoni, 21 ottobre 1961.
- La lezione, di Eugène Ionesco, con la Compagnia dei Quattro, Milano, Teatro Manzoni, 28 ottobre 1961.
- La barraca, da Federico García Lorca, Firenze, Teatro della Pergola, 15 novembre 1961.
- Il gesto, di Luciano Codignola, Bologna, Teatro Comunale, 3 aprile 1962.
- Sogno di una notte di mezza estate, di William Shakespeare, Verona, Giardino di Villa Giusti, 4 luglio 1962.
- La bisbetica domata, di William Shakespeare, Verona, Teatro Romano, 15 luglio 1962.
- Jacques ovvero la sottomissione, di Eugène Ionesco, Milano, Teatro Manzoni, 27 ottobre 1962.
- Atto senza parole, di Samuel Beckett, Milano, Teatro Manzoni, 27 ottobre 1962. Prima italiana
- Andorra, di Max Frisch, Milano, Teatro Manzoni, 21 novembre 1962.
- Niente per amore, di Oreste Del Buono, Milano, Teatro Manzoni, 11 dicembre 1962.
- Le fenicie, di Euripide, Vicenza, Teatro Olimpico, 15 settembre 1962.
- Vita e morte di Edoardo II d'Inghilterra, di Bertolt Brecht e Lion Feuchtwanger, da Christopher Marlowe, Roma, Teatro Valle, 12 ottobre 1963.
- La voce umana, di Jean Cocteau, Roma, Teatro Valle, 26 ottobre 1963
- Il vantone, di Pier Paolo Pasolini, Firenze, Teatro della Pergola, 10 novembre 1963.
- La manfrina, di Ghigo De Chiara, Roma, Teatro Parioli, 18 novembre 1964.
- La locandiera, di Carlo Goldoni, Venezia, Campo San Zaccaria, 19 agosto 1965.
- I fisici, di Friedrich Dürrenmatt, Torino, Teatro Gobetti, 20 novembre 1965.
- Radici, di Arnold Wesker, Torino, Teatro Carignano, 11 febbraio 1966.
- La bisbetica domata, di William Shakespeare, Kiev, Casa della Cultura, 9 Aprile 1966.
- Come vi piace, di William Shakespeare, Verona, Teatro Romano, 27 giugno 1966.
- Il gabbiano, Anton Čechov, Vercelli, Teatro Civico, 16 marzo 1967.
- Il mercante di Venezia, di William Shakespeare, Verona, Teatro Romano, 8 luglio 1967.
- La vedova scaltra, di Carlo Goldoni, Venezia, Teatro La Fenice, 1 ottobre 1967.
- Rosencrantz e Guildenstern sono morti, di Tom Stoppard, Prato, Teatro Metastasio, 24 gennaio 1968.
- Le fenicie, di Euripide, Siracusa, Teatro Greco, 30 maggio 1968.
- Discorso per la lettera a una professoressa della scuola di Barbiana e la rivolta degli studenti, di Franco Enriquez e Franco Cuomo, Mestre, Teatro Corso, 19 settembre 1968.
- Le mosche, di Jean-Paul Sartre, Vicenza, Teatro Olimpico, 27 settembre 1968.
- L'assoluto naturale, di Goffredo Parise, Prato, Teatro Metastasio, 8 novembre 1968.
- La dame de Chez Maxim, di Georges Feydeau, Milano, Teatro Lirico, 28 dicembre 1968.
- I Viceré, dal romanzo di Federico De Roberto, adattamento di Diego Fabbri, Catania, Teatro Ambasciatori, 19 febbraio 1969.
- Assassinio nella cattedrale, di Thomas Stearns Eliot, Catania, Teatro delle Muse, 7 novembre 1969.
- Recitazione della controversia liparitana dedicata ad A.D., di Leonardo Sciascia, Catania, Teatro delle Muse, 29 gennaio 1970.
- L'altra ferita, di Aldo Braibanti, Rovereto, Teatro Zandonai, 20 marzo 1970
- Elettra, di Sofocle, Siracusa, Teatro Greco, 29 maggio 1970.
- Ippolito, di Euripide, Siracusa, Teatro Greco, 1 giugno 1970.
- Epitaffio e ballata per Salomè, di Franco Enriquez, Prato, Teatro Metastasio, 22 gennaio 1971.
- La tragedia di Macbeth, di William Shakespeare, Verona, Teatro Romano, 9 luglio 1971.
- Isabella comica gelosa, di Vito Pandolfi e Franco Enriquez, Vicenza, Teatro Olimpico, 4 settembre 1971.
- Vangelo secondo Borges, di Domenico Porzio, Torino, Teatro Gobetti, 2 febbraio 1972.
- Medea, di Euripide, Siracusa, Teatro Greco, 1 giugno 1972.
- Gli innamorati, di Carlo Goldoni, Venezia, Teatro La Fenice, 7 ottobre 1972.
- Kasimir e Karoline, di Ödön von Horváth, Roma, Teatro Circo, 17 gennaio 1974.
- Divinas palabras, di Ramón María del Valle-Inclán, Firenze, XXXVII Maggio Musicale Fiorentino, 28 maggio 1974.
- La bisbetica domata, di William Shakespeare, Verona, Teatro Romano, 17 luglio 1974.
- Kiss me Kate,  musiche di Cole Porter, Verona, Teatro Romano, 18 luglio 1974.
- L'abominevole donna delle nevi, di Juan Rodolfo Wilcock, Roma, Teatro Argentina, 7 marzo 1975.
- Coriolano, di William Shakespeare, Roma, Teatro Argentina, 8 novembre 1975.
- Enrico IV, di Luigi Pirandello, con Salvo Randone, 1975
- Il sipario ducale, di Paolo Volponi, Jesi, Teatro Pergolesi, 27 marzo 1976.
- Le notti bianche, dal romanzo di Fëdor Dostoevskij, adattamento di Franco Enriquez, Jesi, Teatro Pergolesi, 9 dicembre 1976.
- Storie del bosco viennese, di Ödön von Horváth, Trieste, Politeama Rossetti, 28 ottobre 1977.
- Giovanna d'Arco al rogo, di Arthur Honegger, Genova, Teatro Margherita, 3 dicembre 1977.
- Orestea, di Eschilo, 1978
- L'hai mai vista in scena?, di Diego Fabbri, Bologna, Teatro Duse, 1 marzo 1978.
- Chi ha paura di Virginia Woolf?, di Edward Albee, Roma, Teatro Quirino, 8 marzo 1978
- Eloisa ed Abelardo, di Franco Enriquez, San Miniato, XXXII Festa del Teatro, 25 agosto 1978.
- Il seduttore, di Diego Fabbri, Roma, Teatro delle Arti, 19 ottobre 1978.
- I parenti terribili, di Jean Cocteau, Lucca, Teatro del Giglio, 30 novembre 1978.
- Il Gattopardo, dal romanzo di Giuseppe Tomasi di Lampedusa, adattamento di Biagio Belfiore, Tindari, Teatro Romano, 10 agosto 1979.
- L'hai mai vista in scena?, di Diego Fabbri, Bologna, Teatro Duse, 5 ottobre 1979.

### Attore
- Le notti bianche, dal romanzo di Fëdor Dostoevskij, adattamento e regia di Franco Enriquez, Jesi, Teatro Pergolesi, 9 dicembre 1976.
- Il Gattopardo, dal romanzo di Giuseppe Tomasi di Lampedusa, adattamento di Biagio Belfiore, regia di Franco Enriquez, Tindari, Teatro Romano, 10 agosto 1979.

## Opera lirica
- Norma, musica di Vincenzo Bellini, direzione di Vittorio Gui, Londra, Covent Garden, 5 novembre 1952.
- La fata Malerba, di Vittorio Gui, Firenze, Piccolo teatro di musica, 7 aprile 1954.
- Don Chisciotte della Mancia, musica di Giovanni Paisiello, direzione di Vittorio Gui, Napoli, Teatrino di Corte, 1954
- La locandiera, musica di Pietro Auletta, direzione di Vittorio Gui, Napoli, Teatrino di Corte, 1954
- Macbeth, musica di Giuseppe Verdi, direzione di Vittorio Gui, Venezia, Teatro La Fenice, 12 gennaio 1955.
- Il turco in Italia, di Gioachino Rossini, direzione di Vittorio Gui, Napoli, Teatrino di Corte, 16 marzo 1955.
- La serva padrona, di Giovanni Battista Pergolesi, direzione di Vittorio Gui, Napoli, Teatrino di Corte, 1955
- Il franco cacciatore, di Carl Maria von Weber, direzione di Vittorio Gui, Venezia, Teatro La Fenice, 5 gennaio 1956.
- Il barbiere di Siviglia, di Gioachino Rossini, direzione di Vittorio Gui, Venezia, Teatro La Fenice, 7 gennaio 1956.
- Maria Egiziaca, di Ottorino Respighi, direzione di Ettore Gracis, Venezia, Teatro La Fenice, 21 gennaio 1956.
- Il combattimento di Tancredi e Clorinda, di Claudio Monteverdi, direzione di Ettore Gracis, Venezia, Teatro La Fenice, 21 gennaio 1956.
- Il cappello di paglia di Firenze, di Nino Rota, direzione di Armando La Rosa Parodi, Venezia, Teatro La Fenice, 26 gennaio 1956.
- El retablo de maese Pedro, di Manuel de Falla, direzione di Antonino Votto, Milano, Piccola Scala, 10 marzo 1956.
- Pagliacci, di Ruggero Leoncavallo, direzione di Nino Sanzogno, Milano, Teatro alla Scala, 13 maggio 1956.
- L'elisir d'amore, di Gaetano Donizetti, direzione di Nino Sanzogno, Johannesburg, 22 settembre 1956
- Aida, musica di Giuseppe Verdi, direzione di Antonino Votto, Milano, Teatro alla Scala, 7 dicembre 1956.
- Caino, di Felice Lattuada, direzione di Nino Sanzogno, Milano, Teatro alla Scala, 10 gennaio 1957.
- Manon Lescaut, di Giacomo Puccini, direzione di Gianandrea Gavazzeni, Milano, Teatro alla Scala, 3 febbraio 1957.
- Il signor Bruschino, di Gioachino Rossini, direzione di Gianandrea Gavazzeni, Milano, Piccola Scala, 22 febbraio 1957.
- La donna è mobile, di Riccardo Malipiero, direzione di Gianandrea Gavazzeni, Milano, Piccola Scala, 22 febbraio 1957.
- I due Foscari, musica di Giuseppe Verdi, direzione di Tullio Serafin, Venezia, Teatro La Fenice, 26 dicembre 1957.
- Il pirata, di Vincenzo Bellini, direzione di Antonino Votto, Milano, Teatro alla Scala, 19 maggio 1958.
- Il cordovano, di Goffredo Petrassi, direzione di Nino Sanzogno, Milano, Piccola Scala, 18 febbraio 1959.
- El retablo de maese Pedro, di Manuel de Falla, direzione di Nino Sanzogno, Milano, Piccola Scala, 18 febbraio 1959.
- La voce umana, di Francis Poulenc, direzione di Nino Sanzogno, Milano, Piccola Scala, 18 febbraio 1959.
- Carmen, di Georges Bizet, direzione di Nino Sanzogno, Milano, Teatro alla Scala, 9 aprile 1959.
- La battaglia di Legnano, musica di Giuseppe Verdi, direzione di Vittorio Gui, Firenze, Teatro della Pergola, 10 maggio 1959.
- Il circo Max, di Gino Negri, direzione di Nino Sanzogno, Venezia, Teatro La Fenice, 23 settembre 1959.
- La battaglia di Legnano, musica di Giuseppe Verdi, direzione di Franco Capuana, Venezia, Teatro La Fenice, 26 dicembre 1959.
- Mavra, di Igor' Fëdorovič Stravinskij, direzione di Nino Sanzogno, Milano, Piccola Scala, 8 febbraio 1960.
- Sette canzoni, di Gian Francesco Malipiero, direzione di Nino Sanzogno, Milano, Piccola Scala, 8 febbraio 1960.
- La notte di un nevrastenico, di Nino Rota, direzione di Nino Sanzogno, Milano, Piccola Scala, 8 febbraio 1960.
- I puritani, di Vincenzo Bellini, direzione di Vittorio Gui, Festival di Glyndebourne, 24 maggio 1960.
- L'italiana in Algeri, di Gioachino Rossini, direzione di Franco Capuana, Firenze, Teatro della Pergola, 11 Giugno 1960.
- Beatrice di Tenda, di Vincenzo Bellini, direzione di Antonino Votto, Milano, Teatro alla Scala, 10 maggio 1961.
- Le nozze di Figaro, di Wolfgang Amadeus Mozart, direzione di Peter Maag, Venezia, Teatro La Fenice, 10 giugno 1961.
- Serse, di Georg Friedrich Händel, Milano, Piccola Scala, 16 gennaio 1962.
- Guglielmo Tell, di Gioachino Rossini, direzione di Francesco Molinari Pradelli, Venezia, Teatro La Fenice, 21 febbraio 1962.
- Gli ugonotti, di Giacomo Meyerbeer, direzione di Gianandrea Gavazzeni, Milano, Teatro alla Scala, 28 maggio 1962.
- La fida ninfa, di Antonio Vivaldi, direzione di Nino Sanzogno, Milano, Teatro alla Scala, 13 giugno 1962.
- Arianna a Nasso, di Richard Strauss, direzione di Hermann Scherchen, Milano, Piccola Scala, 11 gennaio 1963.
- Il flauto magico, di Wolfgang Amadeus Mozart, direzione di Vittorio Gui, Festival di Glyndebourne, 19 luglio 1963.
- Cavalleria rusticana e L'amico Fritz, di Pietro Mascagni, Milano, Teatro alla Scala, 7 dicembre 1963.
- Il barbiere di Siviglia, di Gioachino Rossini, direzione di Gabriele Santini, Milano, Teatro alla Scala, 18 gennaio 1964.
- Macbeth, musica di Giuseppe Verdi, direzione di Lamberto Gardelli, Festival di Glyndebourne, 21 maggio 1964.
- I vespri siciliani, musica di Giuseppe Verdi, Roma, Teatro dell'Opera, 28 novembre 1964.
- Il barbiere di Siviglia, di Gioachino Rossini, direzione di Nino Sanzogno, Milano, Teatro alla Scala, 25 febbraio 1965.
- Anna Bolena di Gaetano Donizetti, direzione di Gianandrea Gavazzeni, Festival di Glyndebourne, 11 giugno 1965.
- Didone ed Enea, di Henry Purcell, direzione di John Pritchard, Festival di Glyndebourne, 28 settembre 1965.
- Il flauto magico, di Wolfgang Amadeus Mozart, direzione di Hans Gierster, Festival di Glyndebourne, 19 giugno 1966.
- Nabucco, musica di Giuseppe Verdi, direzione di Gianandrea Gavazzeni, Milano, Teatro alla Scala, 7 dicembre 1966.
- L'elisir d'amore, di Gaetano Donizetti, direzione di Francesco Molinari Pradelli, Milano, Teatro alla Scala, 12 dicembre 1966.
- Madame Sans-Gêne, di Umberto Giordano, direzione di Gianandrea Gavazzeni, Milano, Teatro alla Scala, 24 febbraio 1967.
- Don Giovanni, di Wolfgang Amadeus Mozart, direzione di John Pritchard, Festival di Glyndebourne, 2 luglio 1967.
- I Capuleti e i Montecchi, di Vincenzo Bellini, direzione di Claudio Abbado, Montreal, Salle Wilfrid-Pelletier, 7 ottobre 1967.
- Loreley, di Alfredo Catalani, direzione di Gianandrea Gavazzeni, Milano, Teatro alla Scala, 13 febbraio 1968.
- Nabucco, musica di Giuseppe Verdi, direzione di Mario Gusella, Milano, Teatro alla Scala, 9 maggio 1968.
- Il ratto dal serraglio, di Wolfgang Amadeus Mozart, direzione di John Pritchard, Festival di Glyndebourne, Festival di Glyndebourne, 14 giugno 1968.
- Anna Bolena di Gaetano Donizetti, direzione di Lamberto Gardelli, Festival di Glyndebourne, 30 giugno 1968.
- La clemenza di Tito, di Wolfgang Amadeus Mozart, Roma, Teatro dell'Opera, 4 dicembre 1968.
- Così fan tutte, di Wolfgang Amadeus Mozart, direzione di John Pritchard, Festival di Glyndebourne, 26 maggio 1969.
- I vespri siciliani, musica di Giuseppe Verdi, Buenos Aires, Teatro Colon, 26 luglio 1970.
- Un ballo in maschera, musica di Giuseppe Verdi, Buenos Aires, Teatro Colon, 11 agosto 1970.
- I puritani, di Vincenzo Bellini, direzione di Nino Verchi, Milano, Teatro alla Scala, 2 marzo 1971.

## Prosa televisiva Rai
- L'osteria della posta, di Carlo Goldoni, trasmesso il 3 gennaio 1954.
- Romeo e Giulietta, di William Shakespeare, traduzione di Salvatore Quasimodo, trasmesso il 29 gennaio 1954.
- Il ventaglio, di Carlo Goldoni, regia teatrale di Carlo Lodovici, trasmesso il 12 febbraio 1954.
- L'altro figlio, di Luigi Pirandello, regia teatrale di Carlo Lari, trasmesso il 24 febbraio 1954.
- Delitto e castigo, dal romanzo omonimo di Fëdor Dostoevskij, riduzione teatrale di Lucio Ridenti, trasmesso il 12 marzo 1954.
- Il successo, di Alfredo Testoni, trasmesso il 21 maggio 1954.
- Il cadetto Winslow, di Terence Rattigan, regia teatrale di Ernesto Calindri, trasmesso il 4 giugno 1954.
- Voulez-vous jouer avec moâ?, di Marcel Achard, trasmesso il 30 giugno 1954.
- Il piacere dell'onestà, di Luigi Pirandello, trasmesso il 15 ottobre 1954.
- Kean, di Jean-Paul Sartre, regia teatrale di Vittorio Gassman e Luciano Lucignani, trasmesso il 29 aprile 1955.
- Edipo re, di Sofocle, regia teatrale di Vittorio Gassman, trasmesso il 13 maggio 1955.
- Bobosse, di André Roussin, trasmesso il 3 giugno 1955.
- Re Lear, di William Shakespeare, trasmesso il 7 maggio 1956.
- Cesare e Cleopatra, dalla commedia omonima di George Bernard Shaw, trasmessa il 25 maggio 1956.
- La donna del mare, di Henrik Ibsen, trasmesso il 6 luglio 1956.
- L'Arlesiana, di Alphonse Daudet, trasmesso il 27 luglio 1956.
- La tempesta, di William Shakespeare, trasmesso l'8 luglio 1957.
- Quindici anni d'amore, di Marcel Achard, trasmesso il 7 febbraio 1958.
- La leggenda di ognuno, di Hugo von Hofmannsthal, trasmesso il 4 aprile 1958.
- Il vento notturno, di Ugo Betti, trasmesso il 19 maggio 1958.
- Romeo e Giulietta, di William Shakespeare, traduzione di Paola Ojetti, trasmesso il 6 febbraio 1959.
- La foresta pietrificata, di Robert E. Sherwood, trasmesso il 19 giugno 1959.
- Antonio e Cleopatra, di William Shakespeare, trasmesso il 24 febbraio 1961.
- Pene d'amor perdute, di William Shakespeare, trasmesso il 6 ottobre 1961.
- Il rinoceronte, di Eugène Ionesco, trasmesso il 23 luglio 1962.
- La calzolaia ammirevole, di Federico García Lorca, trasmesso il 7 ottobre 1962.
- Pigmalione, di George Bernard Shaw, trasmesso il 17 dicembre 1962.
- La guerra dei figli della luce, di Moshe Shamir, trasmesso il 12 aprile 1963.
- Le fenicie, di Euripide, trasmesso il 12 agosto 1963.
- La bisbetica domata, di William Shakespeare, trasmesso il 26 agosto 1963.
- Resurrezione, dal romanzo omonimo di Lev Tolstoj, sceneggiatura di Oreste Del Buono, Aldo Nicolaj e Franco Enriquez, sceneggiato televisivo in 6 puntate, trasmesso dal 31 ottobre al 5 dicembre 1965.
- La locandiera, di Carlo Goldoni, trasmesso il 28 settembre 1966.
- L'ippocampo, di Sergio Pugliese, trasmesso il 2 dicembre 1966.
- Santa Giovanna, di George Bernard Shaw, sceneggiato TV in 3 puntate, dal 27 al 29 settembre 1967.
- I fisici, di Friedrich Dürrenmatt, trasmesso il 13 febbraio 1968.
- La vedova scaltra, di Carlo Goldoni, trasmesso il 24 settembre 1968.
- La presidentessa, di Maurice Hennequin e Pierre Veber, trasmesso il 17 dicembre 1968.
- Macbeth, di William Shakespeare, trasmesso il 20 e 21 febbraio 1975.

## Opera lirica Rai
- Il barbiere di Siviglia, musica di Gioachino Rossini, direttore Carlo Maria Giulini, trasmesso il 23 aprile 1954.
- Pagliacci, di Ruggero Leoncavallo, direttore Alfredo Simonetto, trasmesso il 26 settembre 1954.
- La bohème, musica di Giacomo Puccini, direttore Nino Sanzogno, trasmesso il 27 novembre 1954.
- La traviata, musica di Giuseppe Verdi, direttore Nino Sanzogno, trasmesso il 26 dicembre 1954.
- Rigoletto, musica di Giuseppe Verdi, direttore Nino Sanzogno, trasmesso il 26 febbraio 1955.
- Adriana Lecouvreur, musica di Francesco Cilea, direttore Alfredo Simonetto, trasmesso il 26 marzo 1955.
- Il matrimonio segreto, musica di Domenico Cimarosa, direttore Franco Caracciolo, trasmesso il 14 febbraio 1956.
- Carmen, musica di Georges Bizet, direttore Nino Sanzogno, trasmesso il 13 giugno 1956.
- Un ballo in maschera, musica di Giuseppe Verdi, direttore Nino Sanzogno, trasmesso il 21 novembre 1956.
- Il turco in Italia, musica di Gioachino Rossini, direttore Nino Sanzogno, trasmesso il 25 febbraio 1958.
- Otello, musica di Giuseppe Verdi, direttore Tullio Serafin, trasmesso il 30 settembre 1958.
- Guglielmo Tell, musica di Gioachino Rossini, direttore Francesco Molinari Pradelli, trasmesso il 16 aprile 1962.
- Giovanna d'Arco al rogo, testo di Paul Claudel, musica di Arthur Honegger, direttore Vladimir Delman, trasmesso il 16 gennaio 1978.